# St. Hedwigsblatt
Das St. Hedwigsblatt war ein römisch-katholisches Kirchenblatt im Bistum Berlin. Es gehörte neben dem Tag des Herrn, dem sorbischsprachigen Katolski Posoł und den Büchern des St. Benno Verlags in Leipzig zu den wenigen katholischen Druckmedien in der DDR.

## Geschichte
Im März 1953 wurde in der DDR das in West-Berlin erscheinende Petrusblatt, die katholische Kirchenzeitung für das Bistum Berlin, verboten. Auf Initiative verschiedener katholischer Würdenträger in Ost-Berlin, unter anderem Wilhelm Weskamm wurde am 18. Dezember 1953 die Lizenz für das St. Hedwigsblatt – Katholisches Kirchenblatt im Bistum Berlin erteilt. Die erste Ausgabe erschien am 3. Januar 1954 in einer Auflage von 25.000 Exemplaren. Die Zeitung wurde wöchentlich herausgebracht, war aber nur im Abonnement zu bekommen. Ein öffentlicher Verkauf von Kirchenzeitungen erfolgte in der DDR nicht. Am 2. März 1956 beschlagnahmte die Volkspolizei eine Ausgabe des Blattes, weil darin ein Hirtenbrief mehrerer deutscher Bischöfe erschienen war, der sich gegen die materialistische Staatsideologie der DDR wandte. Nach der deutschen Wiedervereinigung wurde der Druck eingestellt. Die letzte Ausgabe erschien am 16. Dezember 1990.